# Purgstall an der Erlauf
Purgstall an der Erlauf – gmina targowa w Austrii, w kraju związkowym Dolna Austria, w powiecie Scheibbs. Liczy 5355 mieszkańców (1 stycznia 2014). Nazywana bramą do Ötscher. Jest wsią książek, gdzie w 2000 roku zapoczątkowano zbiórkę starych, niepotrzebnych książek, a następnie otworzono na nowo nieczynne już sklepy i zaczęto w nich sprzedawać książki.